# Riley (Hund)
Riley (geboren am 14. Oktober 2017) ist ein Hund, der seit Januar 2018 das Kulturerbe im Museum of Fine Arts in Boston, Massachusetts, vor Schädlingsbefall schützen soll.

## Beschreibung
Riley ist ein Weimaraner. Seine Halterin ist eine Mitarbeiterin des Museums. Im Rahmen eines Pilotprojekts soll Riley der erste Hund werden, der erhaltenswerte Kulturgüter vor Motten, Holzwürmern und Sporen zu schützen hilft, indem er sie anzeigt. Der Hund wird von seinem Trainer dazu ausgebildet, Schädlinge anhand ihres Geruchs festzustellen und sich dann vor das vom Befall bedrohte, zu schützende Kulturgut zu setzen, um auf die drohende Gefahr aufmerksam zu machen.

## Hintergrund
Die grundsätzliche Idee, einen Hund zum Schutz von Museumsgegenständen auszuwählen, entstand im Herbst des Jahres 2017, als die Museumsangestellten Überlegungen anstellten, wie man die 45.000 Exponate, darunter Gemälde, Musikinstrumente und Kleidungsstücke, besser vor Schädlingsbefall schützen könnte.

## Rezeption
Das Smithsonian Magazine beschrieb Riley am 11. Januar 2018 als besonders geeignet für die Schädlingsbekämpfung in einem Museum, weil er keinen langen Schwanz hat, der bei der Arbeit an einem Ort mit vielen zerbrechlichen Gegenständen eher schaden würde.
Die New York Times konstatierte am 11. Januar 2018, dass „Riley bestimmt nicht der erste Hund ist, der einfache Kommandos wie ‚Sitz‘ und ‚Runter von der Couch‘ befolgen kann, aber scheinbar der erste Hund, der darauf trainiert wird, Kunstwerke in einem Museum zu schützen.“